# Sam Ricketts
Samuel Derek Ricketts, detto Sam (Aylesbury, 11 ottobre 1981), è un allenatore di calcio ed ex calciatore inglese naturalizzato gallese, di ruolo difensore, tecnico dello Shrewsbury Town.